# Estação Ferroviária de Loulé
A estação ferroviária de Loulé, igualmente conhecida como Loulé - Praia de Quarteira, é uma interface ferroviária da Linha do Algarve, que serve nominalmente as localidades de Loulé e de Quarteira, no distrito de Faro, em Portugal.

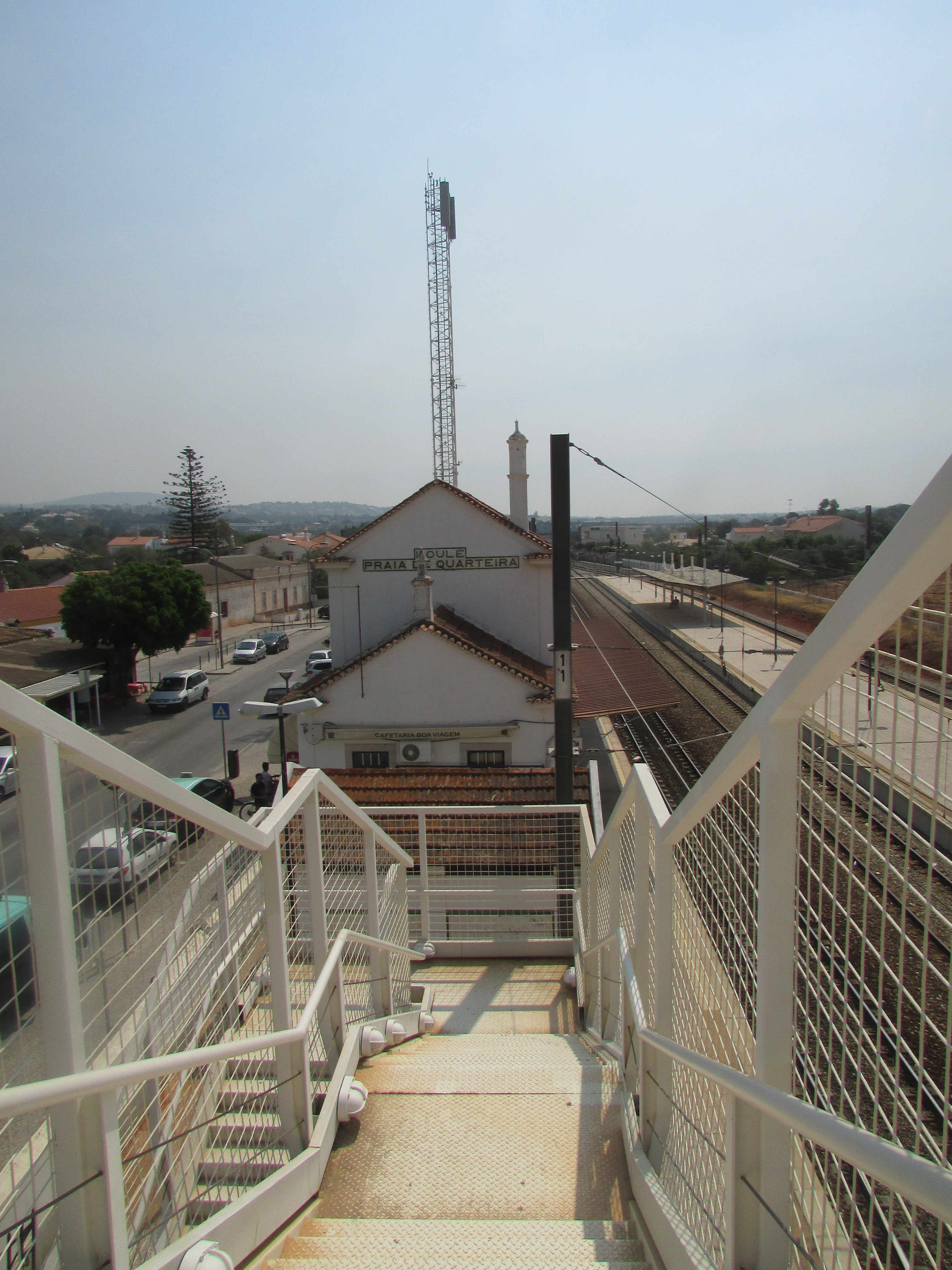
A estação de Loulé vista da passagem pedonal superior, em 2017.

## Descrição

### Localização e acessos

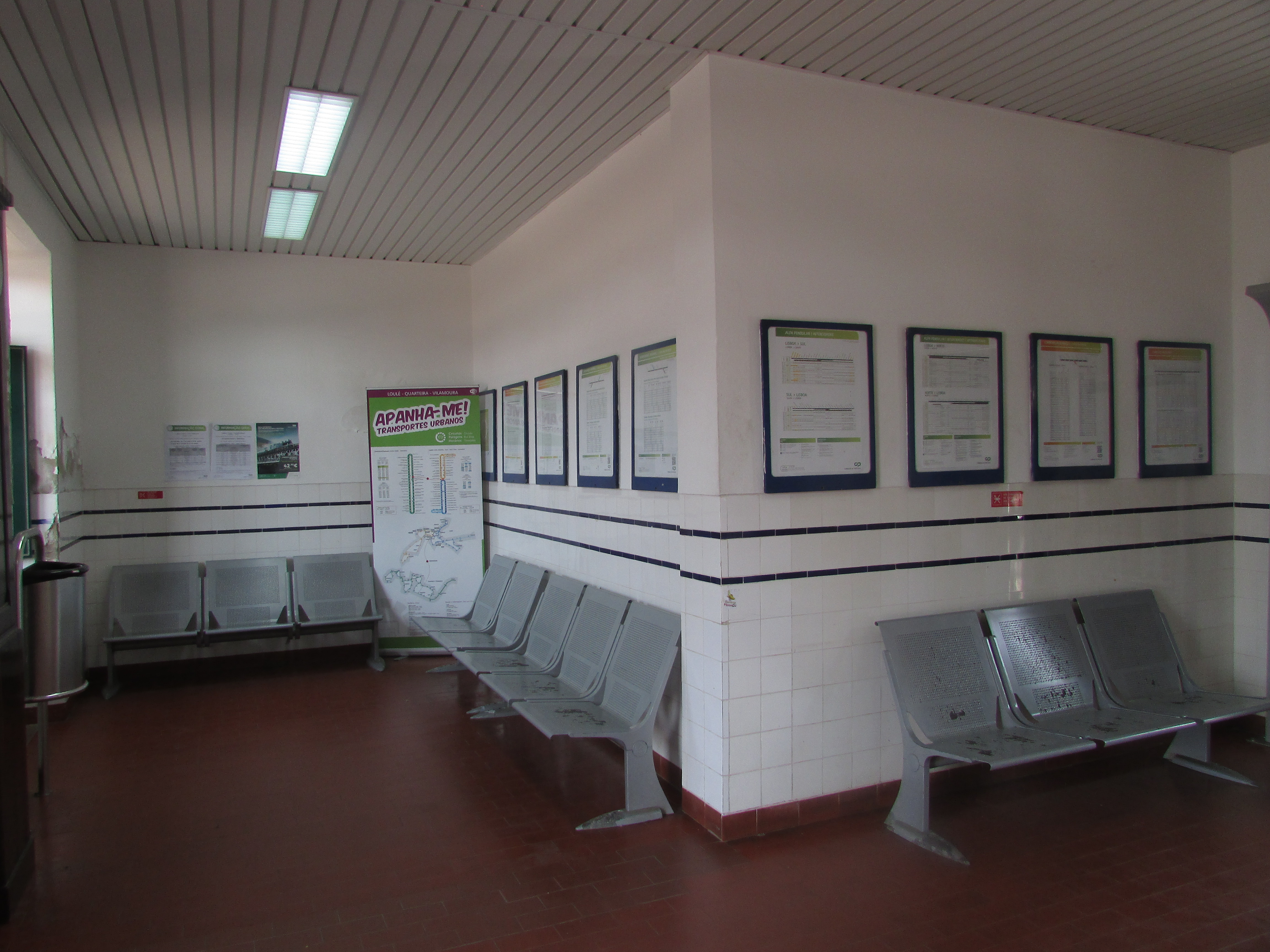
Sala de espera da estação de Loulé, em 2017: incl. painel informativo da rede “Apanha-me!” e horários da C.P..

A estação situa-se na zona Sul do concelho, a cerca de cinco quilómetros de distância da cidade de Loulé (seis, por via pedonal), situando-se a Quarteira a distância pouco maior.
A estação de Loulé é servida pelos três serviços da “Apanha-me!” / Rede de Transportes Urbanos Municipal (org. C.M.L. e EVA Transportes) denominados Linha Vermelha, que a ligam em regime de shuttle aos centros urbanos de Loulé, Almancil, e Quarteira / Vilamoura, em articulação de horários com os serviços ferroviários Intercidades e Alfa Pendular. Em dados de 2022, este interface não é porém diretamente servido pelo transporte público coletivo rodoviário de passageiros da rede regional Vamus Algarve (contratada à mesma EVA Transportes), distando as paragens mais próximas (das carreiras 10 e 87) quase um quilómetro da estação (via Estrada da Estação e EN396).

### Infraestrutura

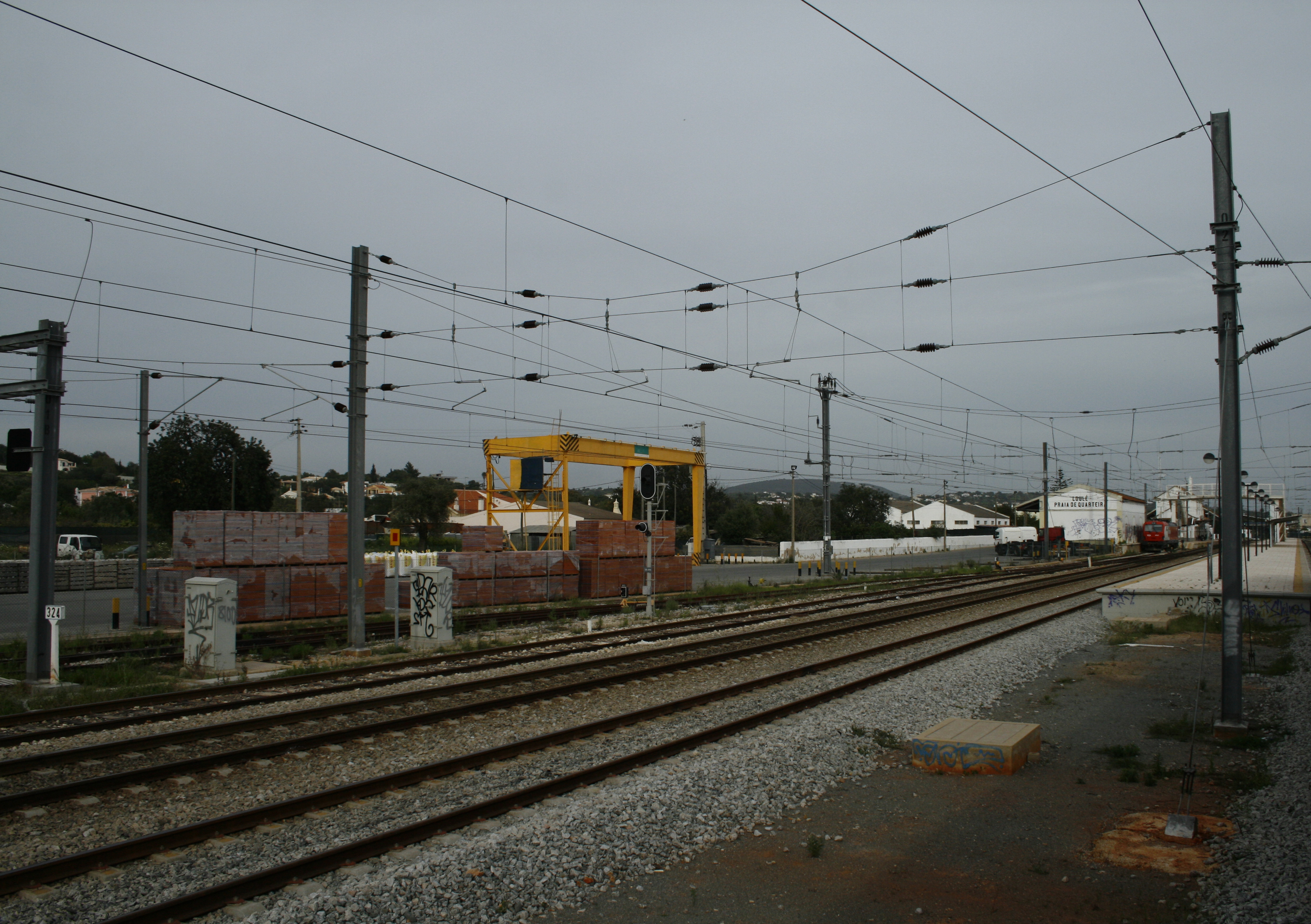
Terminal de carga da estação, em 2010.

Esta interface apresenta três vias de circulação, identificadas como I+IA, II, e III, com extensões de 510, 385, e 407 m, respetivamente, todas acessíveis por plataformas de 178 e 319 m de comprimento e 90 cm de altura; existem ainda sete vias secundárias, identificadas como IV, V, VI, VII, G1, G3, e G5, cujos comprimentos variam entre 370 e 37 m; destas, três (V, VI, e VII) não estão eletrificadas, estando as restantes vias eletrificadas em toda a sua extensão. Esta configuração constitui um Ramal de Estação / terminal de mercadorias, o Terminal de Loulé: centrado ao PK 323+93, é gerido pela empresas Takargo e Servareias e tipificado como terminal ferroviário multiserviço.:181§49

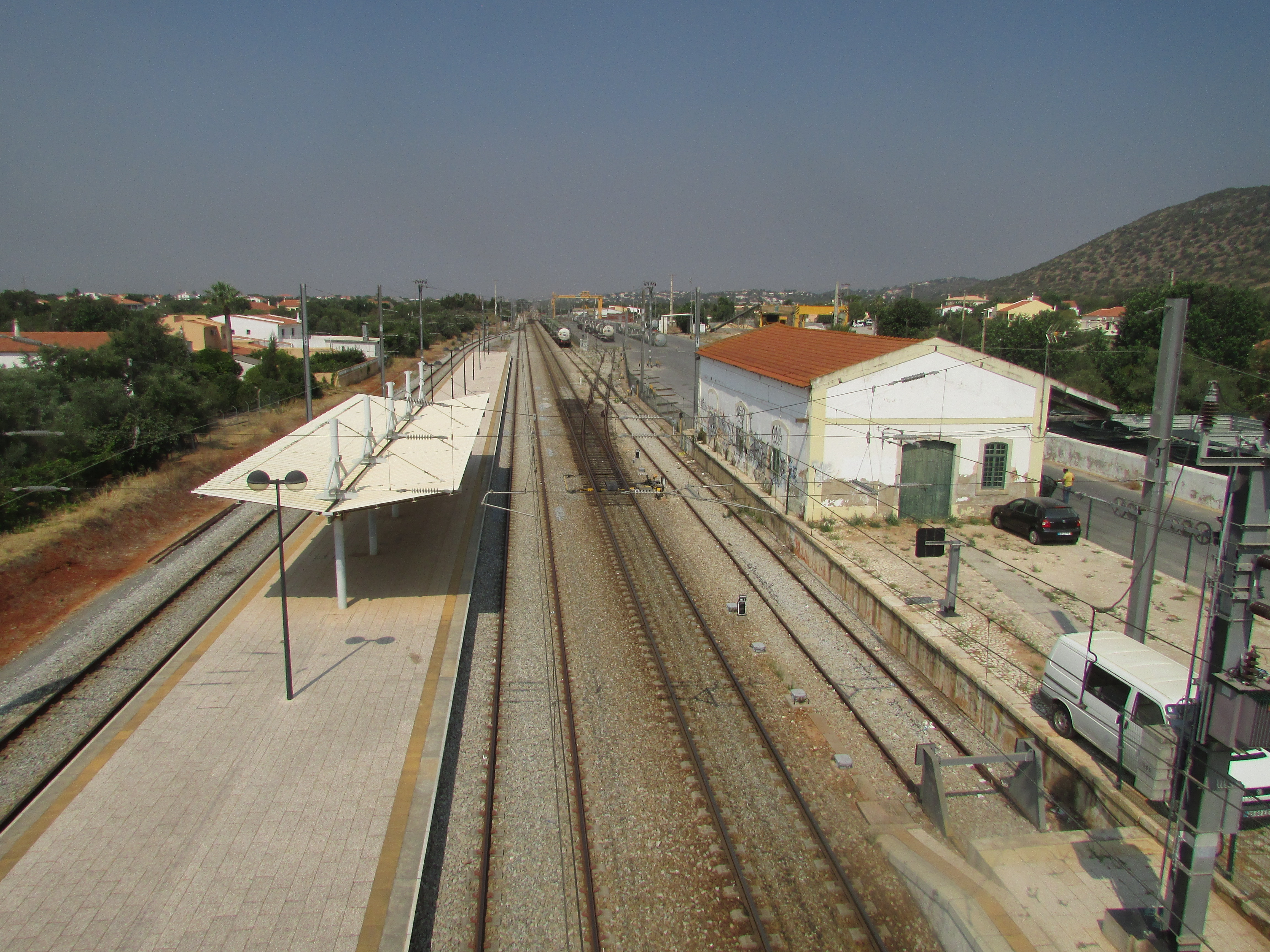
Aspeto geral da estação de Loulé, em 2017.

O edifício de passageiros situa-se do lado és-nordeste da via (lado esquerdo do sentido ascendente, a Vila Real de Santo António).

### Serviços
Em dados de 2023, esta interface é servida por comboios de passageiros da C.P. de tipo regional tipicamente com nove circulações diárias em cada sentido entre Lagos e Faro, de tipo intercidades com três circulações diárias em cada sentido entre Lisboa - Santa Apolónia e Faro, e de tipo Alfa Pendular com duas circulações diárias em cada sentido entre Porto-Campanhã e Faro.

## História

### Construção e inauguração

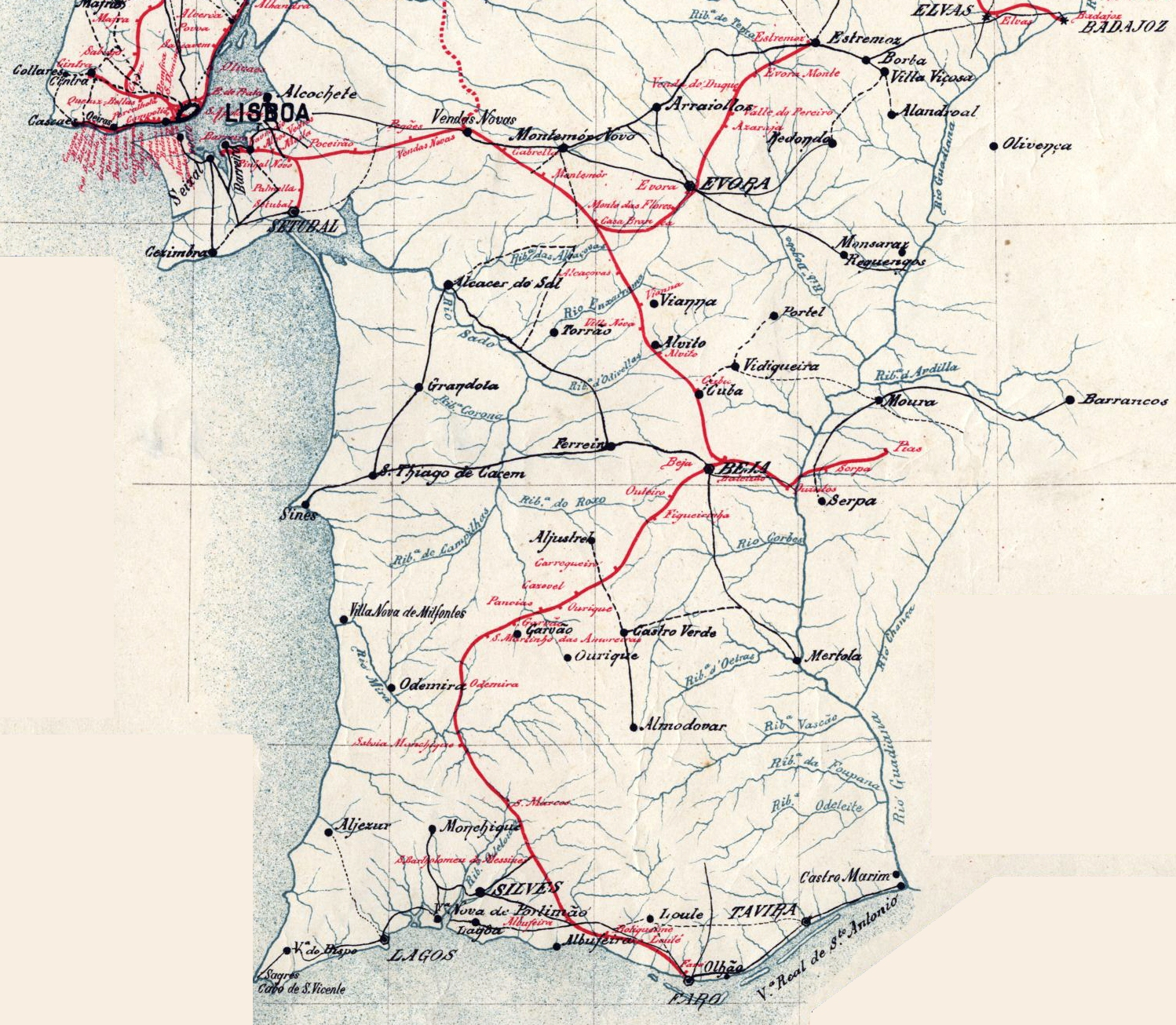
Mapa da rede do Sul e Sueste em 1895, incluindo a gare de Loulé.

A instalação de uma gare ferroviária em Loulé estava planeada no âmbito da construção da via férrea até Faro, tendo o governo autorizado, em 7 de Março de 1888, a construção de latrinas e de cais cobertos e descobertos. A linha foi inaugurada, no lanço entre Amoreiras-Odemira e Faro, em 1 de Julho de 1889, como parte do Caminho de Ferro do Sul. Na altura da sua construção, situava-se a aproximadamente cinco quilómetros de distância de Loulé, junto à estrada que ligava esta localidade a Quarteira, de forma a servir estas duas localidades.

### Século XX
Quando foi inaugurado o troço até Estação de Portimão, em 15 de Fevereiro de 1903, foi organizado um comboio especial para a cerimónia a partir de Faro; pelo caminho, parou em Loulé, onde embarcou uma banda filarmónica.
Em Março de 1905, já tinha sido ordenada a realização de obras de ampliação na gare de Loulé, com a construção de novas linhas e cais, adaptação de um armazém e habitação de funcionários, e o prolongamento de uma plataforma.
Em 1910, o deputado republicano Alexandre Braga fez uma visita a Loulé, tendo sido recebido na gare por uma grande multidão que o acompanhou até à vila.
Durante a Primeira Guerra Mundial, verificou-se uma escassez de alimentos na região do Algarve, o que provocou protestos por parte dos habitantes; no caso de Loulé, um grupo de operários impediu que um vagão de feijão saísse da estação em 15 de Outubro de 1917, com destino a Faro, tendo o conteúdo do vagão sido posteriormente vendido na praça pública de Loulé.
Em 11 de Maio de 1927, os Caminhos de Ferro do Estado foram incorporados na Companhia dos Caminhos de Ferro Portugueses, que passou a explorar as antigas linhas do governo, incluindo o Caminho de Ferro do Sul. Após a integração, a Companhia iniciou um programa de remodelação das linhas que antes pertenciam ao estado, incluindo a renovação da via férrea entre Boliqueime e Faro, iniciada em 1933, e obras de restauro na gare de Loulé.
A gare ferroviária de Loulé também foi muito utilizada pelos habitantes de Almancil, apesar daquela localidade ter uma gare ferroviária própria. Em termos de mercadorias, foi um dos mais importantes entrepostos no Algarve, tendo recebido regularmente cereais e farinhas para a cidade de Loulé, que foi um dos principais centros de panificação na região.

### Ligação à vila de Loulé

#### Ramal até Loulé e São Brás de Alportel
À semelhança do que acontecia noutras estações na Linha do Algarve, a forma como a estação se encontrava muito longe da localidade de Loulé dificultou o movimento de passageiros e mercadorias. Além disso, nos primeiros anos do século XX, a rede rodoviária no concelho estava pouco desenvolvida, e os veículos eram muito lentos, agravando ainda mais a situação. Como consequência dos problemas de comunicações, o caminho de ferro teve inicialmente pouco impacto no desenvolvimento das actividades comerciais no concelho. No entanto, os louletanos inicialmente aceitaram bem a chegada do caminho de ferro, tendo sido organizadas várias excursões a Lisboa. Esse movimento depois caiu de forma considerável, devido à distância entre a estação e a vila.

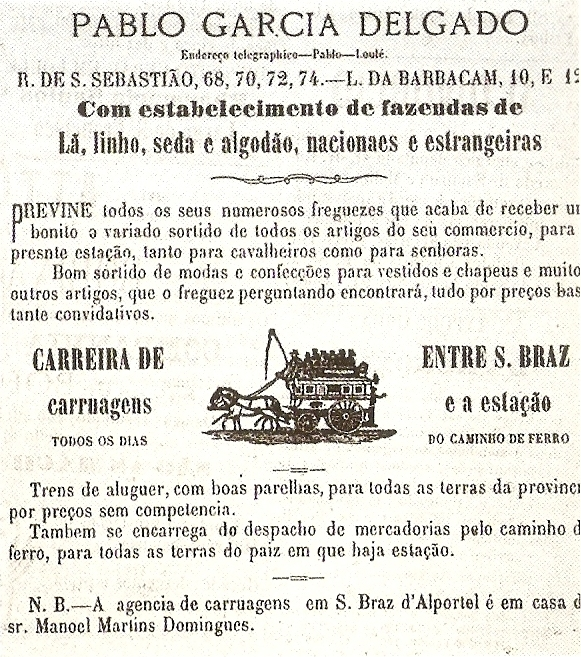
Anúncio de 1900 à empresa Pablo Garcia Delgado.

Em 1901, a autarquia de Loulé autorizou Francisco Pinto Ferreira, administrador da Quinta de Quarteira, a construir um ramal entre aquela quinta e a gare ferroviária de Loulé, por conta do Conde da Azambuja. Na sequência da inauguração da via férrea até Portimão, em 1903, a Câmara de Loulé exigiu em 1905 a construção de um ramal de via estreita entre a vila e a Estação de Almancil, sem sucesso. Também em 1905, foi pedida a concessão para a construção de uma ligação ferroviária assente na estrada, ligando a gare de Loulé ao Apeadeiro de São Francisco, em Faro, passando pelas localidades de São Romão, São Brás de Alportel, Estoi e Conceição. A tracção podia ser animal, a vapor ou eléctrica. Por um alvará de 20 de Março de 1906, Joaquim Lopes do Rosário obteve a concessão para um caminho de ferro do tipo americano, apenas da vila de Loulé até Faro, devendo a via férrea utilizar o leito das estradas n.º 196, de Loulé a São Brás de Alportel, e n.º 17, daquele ponto até Faro. Este caminho de ferro seria utilizado para o transporte de passageiros e mercadorias. Em 28 de Março desse ano, o concessionário fez uma proposta à câmara para prolongar a linha até à gare de Loulé, atravessando a vila e seguindo pela estrada municipal n.º 65. A câmara aceitou este requerimento na sessão de 4 de Abril, mas conservou o direito de estabelecer em que condições faria a concessão definitiva, quando lhe fosse apresentado o projecto e o respectivo alvará do governo. Em 25 de Abril, Joaquim Lopes do Rosário pediu à câmara para tornar a licença definitiva, uma vez que já tinha saído no Diário do Governo o alvará de 20 de Março, o que lhe foi concedido, com as seguintes condições: todas as obras necessárias para a linha deviam ser aprovadas pela câmara, incluindo os desvios no leito das estradas; a estrada municipal n.º 65 deveria ser alargada, de forma a ficasse pelo menos um espaço livre de 3,5 m para o trânsito ordinário e intervalo de 0,8 m entre a parte mais saliente dos veículos da via férrea e os edifícios, muros, vedações, ou a aresta superior da berma da estrada quando não houvesse construções; o concessionário deveria colocar postes de sinalização dentro da vila, onde fosse necessária sinalização para a circulação dos comboios; não poderia haver restrições ao uso público das estradas ou das serventias públicas ou privadas, que seriam mantidas ou substituídas à custa do concessionário; as obras de construção seriam fiscalizadas pela autarquia; e o concessionário teria de indemnizar os prejuízos resultantes da construção ou exploração da via férrea.
Entre 1913 e 1914, as autarquias de Loulé e São Brás de Alportel pediram ao governo a construção do ramal da gare de Loulé a São Brás de Alportel, totalizando cerca de 23 km. O projecto foi aprovado pelo parlamento em 1913, e autorizado pela lei n.º 262 de 23 de Julho de 1914. Ainda se iniciaram os estudos para a linha nesse ano, embora os planos tenham sido suspensos devido ao início da Primeira Guerra Mundial.

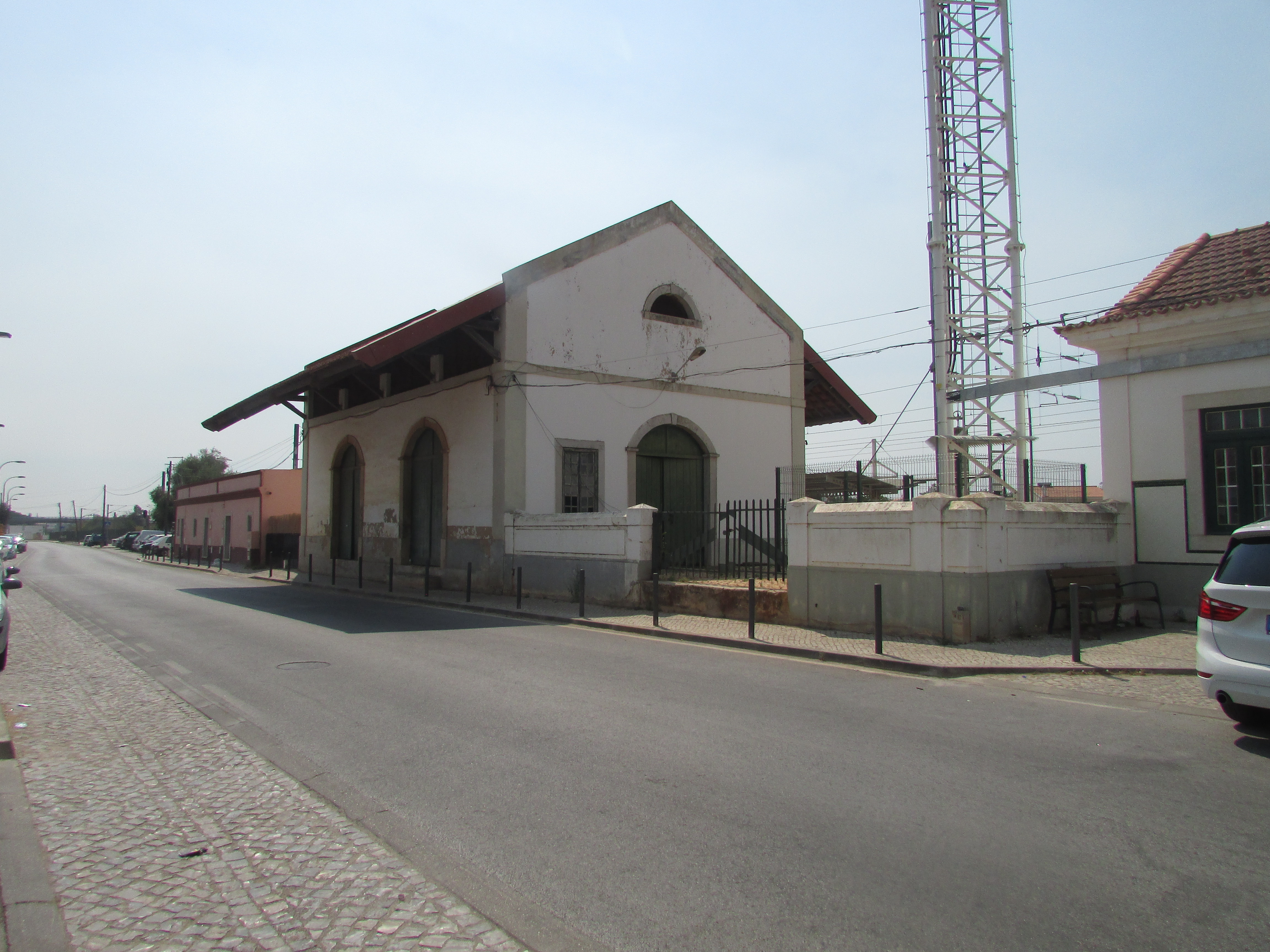
Armazém de mercadorias da estação, em funcionamento em 2017.

Em 1 de Maio de 1921, o jornal O Século reproduziu um comunicado da Confederação Geral do Trabalho sobre a realização de um comício em São Brás de Alportel, para discutir a falta de trabalho e pedir a construção da linha de São Brás de Alportel. Em 15 de Março de 1923, o correspondente do Diário de Notícias em São Brás de Alportel informou que a autarquia, em conjunto com a de Loulé, tinha reiniciado os seus esforços para a construção da linha, e que o governo tinha reservado, no ano anterior, a quantia de 200 contos para financiar as obras. No Jornal de Notícias de 17 de Março desse ano, relatou-se que o senador Rêgo Chagas e que o deputado Estêvão Águas tinham estado com o Ministro do Comércio, acerca do estudo e a construção do ramal, e em 22 de Março noticiou que a autarquia de Loulé tinha formado uma comissão para irem a Lisboa pedir ao governo para iniciar as obras. Em 28 de Março, foi mostrado no jornal o teor do comunicado ao Ministro do Comércio e Comunicações, e a edição de 6 de Abril noticiou que o deputado João de Sousa Uva e os senadores Rêgo Chagas e Mendes dos Reis tinham escrito ao presidente da câmara de São Brás, a prometer que estavam a trabalhar neste assunto, e que o ministro do Comércio estava interessado no início das obras. Quinze dias depois, o jornal relatou que o ministro Mendes dos Reis tinha criticado o governo pelo mau estado dos transportes no Algarve, tanto nas estradas como nos caminhos de ferro, no transporte de passageiros e de mercadorias. Salientou-se a falta de vagões, que provocou uma carência de carvão, lenha, farinhas e matéria prima na região, levando à paralisão das fábricas, e que atrasou o transporte de cortiça, que poderia demorar até seis meses. Cerca de quatro meses depois, o jornal apresentou um comunicado da autarquia de Loulé, onde se previa que em breve iria ser autorizada a construção da linha férrea, desta vez utilizando comboios eléctricos.

#### Alteração ao traçado da Linha do Sul
Em 1926, quando estava a decorrer a substituição dos carris e travessas nas linhas do Sul e Sueste, a Câmara Municipal de Loulé aproveitou para requisitar, em substituição do ramal pedido em 1914, que o traçado da Linha do Sul fosse alterado, de forma a que a via férrea passasse mais perto da vila. A ideia não era original; já em 1908, o presidente da Câmara, José da Costa Mealha, tinha feito uma nova proposta, aprovada por unanimidade pela autarquia, para pedir ao governo a alteração do traçado da via férrea entre Boliqueime e Almancil, de forma a aproximá-la de Loulé. Desta forma, não só se melhorariam os acessos à vila, como se aliviaria a crise que o concelho então atravessava.
Assim, iniciaram-se os estudos, embora este pedido tenha encontrado uma forte oposição em São Brás de Alportel, que continuava com esperanças de ver construído o ramal. O jornalista José Fernando de Sousa também criticou esta alteração, alegando que seria muito difícil e dispendiosa de construir devido ao relevo e à altitude da vila em relação à estação existente, piorando as condições de circulação naquele troço e prolongando as viagens dos comboios. Além disso, iria reduzir o acesso das populações costeiras desta zona ao transporte ferroviário. No entanto, os estudos confirmaram que a alteração era possível de fazer e não teria grandes custos, mas a ideia foi afastada pelo governo, que em vez disso propôs a construção de uma linha até ao Baixo Alentejo. Este projecto, denominado de Linha de Almodôvar, foi classificado pelo Plano Geral da Rede Ferroviária, promulgado pelo Decreto n.º 18:190, de 28 de Março de 1930, com um traçado do Carregueiro, na Linha do Sul, ao Apeadeiro de Vale Formoso, passando por Castro Verde, Almodôvar, Querença e Loulé. Posteriormente, este projecto também foi afastado devido à presença, nessa região, de boas estradas asfaltadas e de uma rede de camionagem já organizada.

#### Transportes rodoviários

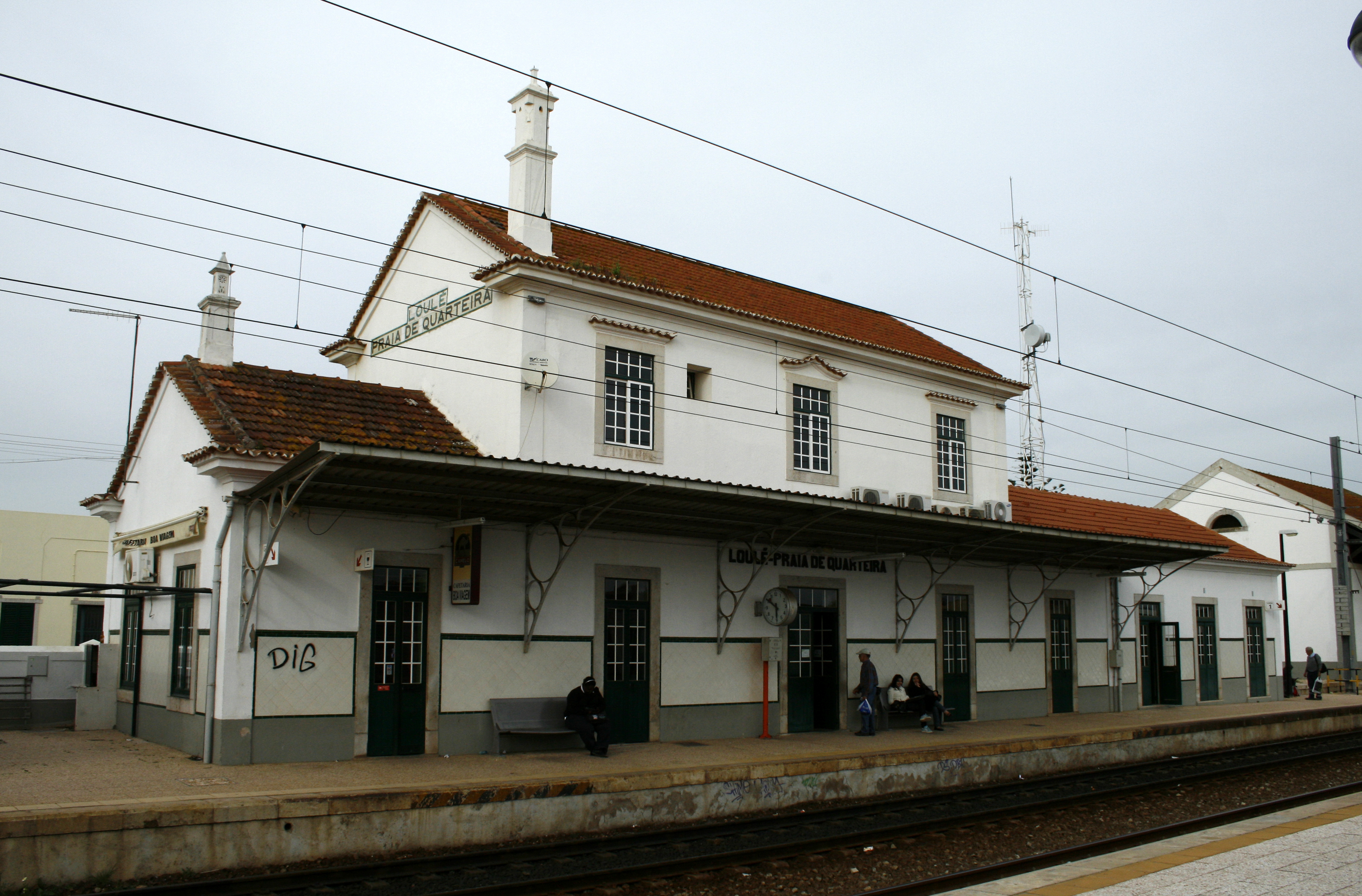
Vista da estação, em Abril de 2010.

As dificuldades de acesso levaram ao desenvolvimento dos transportes rodoviários no concelho, uma vez que eram necessários para  vencer a distância entre a vila e a estação, tendo algumas das empresas assumido igualmente a função de promotoras, tornando-se responsáveis pela venda dos bilhetes de comboio. Por exemplo, a empresa de transportes de Pablo Garcia Delgado transportava passageiros e vários tipos de mercadorias entre São Brás de Alportel e a gare de Loulé, e vendia senhas para excursões de comboios. Em 1931, a empresa Louletana Lda. contratou, com a Companhia dos Caminhos de Ferro Portugueses, o estabelecimento de um serviço de camionagem combinado de mercadorias entre a estação e a localidade de Loulé; posteriormente, a empresa Auto-Algarve, Lda., que sucedeu à Louletana, criou um serviço de passageiros no mesmo percurso.
| Ano  | pass.  | merc. |
| ---- | ------ | ----- |
| 1918 | 40 921 | 8 161 |
| 1919 | 44 446 | 3 133 |
| 1936 | 17 086 | 6 982 |
| 1937 | 17 797 | 7 558 |
| 1938 | 17 185 | 9 373 |

No entanto, os problemas de comunicações acabaram por reduzir a competitividade dos comboios em relação aos transportes rodoviários noutros percursos, especialmente a partir da década de 1930. Na gare de Loulé, sentiu-se mais o impacto no movimento de passageiros, que passou de quase 45 mil em 1919 para pouco mais de 17 mil em 1936. O valor voltou a aumentar para 17 797 no ano seguinte, mas voltou a cair para perto dos 17 mil em 1938. Embora o número de passageiros em viagens regulares tenha decaído na década de 1930, devido igualmente ao facto dos bilhetes de comboio serem geralmente superiores aos de autocarro, continuou estável a procura a preços especiais, como os descontos aos fins de semana, épocas balnear e das amendoeiras em flor, bilhetes de grupo, etc.. Em termos de mercadorias, verificou-se um acréscimo no movimento ao longo dos anos 30, provocado principalmente pela criação de um despacho central em Loulé, nos princípios da década, que facilitou o transporte de carga entre a vila e a estação.

### Século XXI
Em 2003, a estação foi alvo de uma intervenção, por parte da Rede Ferroviária Nacional.
Em Abril de 2004, os utentes desta estação e os moradores da zona protestaram contra a falta de segurança de uma passagem de nível nas proximidades da estação.
Em Agosto de 2005, vários passageiros ficaram apeados na gare após a composição do serviço Intercidades em que deviam seguir viagem, com destino à Gare do Oriente, partiu sem os acolher; no mesmo dia, uma outra composição, de serviço Regional, iniciou a marcha quando uma passageira ainda se encontrava a retirar a sua bagagem, o que resultou em ferimentos ligeiros. Ainda nesse ano, o piso das gares estava irregular devido à falta de algumas lajes, o que provocou pelo menos um acidente. No mesmo ano, o deputado José Soeiro do Grupo Parlamentar do Partido Comunista Português apresentou um requerimento na Assembleia da República para a construção de uma passagem subterrânea na gare de Loulé.
Em Novembro de 2009, alguns militares da Guarda Nacional Republicana salvaram uma mulher, que se tinha lançado para uma via nesta estação, imediatamente antes da passagem de uma composição, com o propósito aparente de se suicidar.

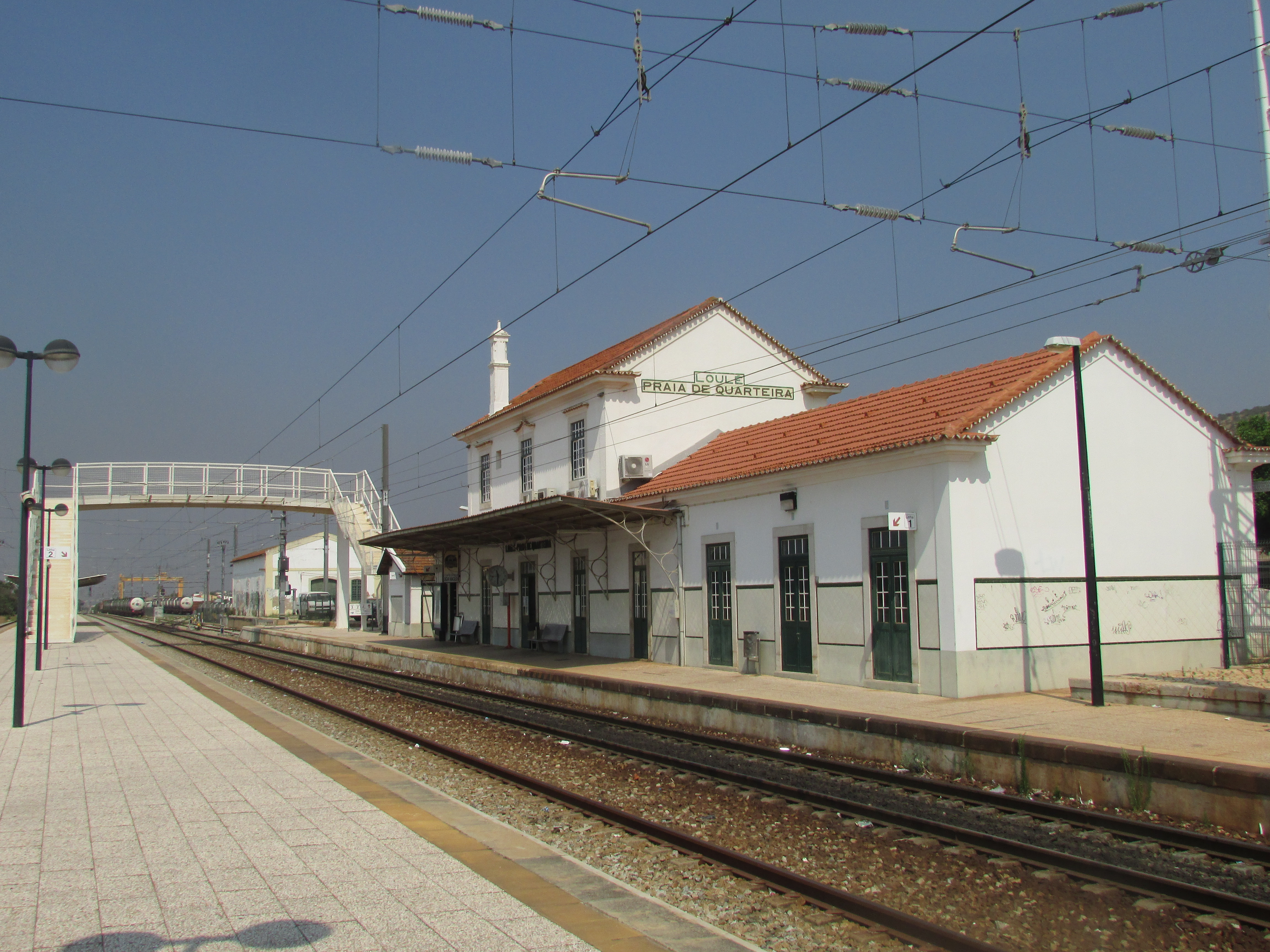
Vista geral da estação, em 2017.

Em 2004, esta interface possuía a tipologia "D" da Rede Ferroviária Nacional, em 2021 esta classificação havia sido subida para "C". Em 2009, a estação de Loulé era servida por três vias de circulação, apresentando a primeira 510 m de cumprimento, a segunda 380 m, e a terceira 402 m; as duas plataformas tinham 210 e 300 m de comprimento, tendo cada uma 90 cm de altura. Em Janeiro de 2011, as três linhas já tinham sido alteradas, contando com 515, 297 e 317 m de comprimento; as plataformas também sofreram modificações, passando a deter 167 e 218 m de extensão, e 55 e 70 cm de altura — valores mais tarde alterados para os atuais.